# Рудесс, Джордан
Джордан Чарльз Рудесс (англ. Jordan Charles Rudess; род. 4 ноября 1956, Грейт-Нек, штат Нью-Йорк) — американский музыкант, клавишник-виртуоз, участник прогрессив-метал группы США Dream Theater. На сегодняшний день, Рудесс является одним из самых техничных клавишников в тяжёлой музыке, его признание пришло благодаря сочетанию высокоскоростных партий (шреду) с мелодичностью и атмосферной игрой. После его присоединения к Dream Theater группа записала концептуальный альбом Metropolis Pt. 2: Scenes from a Memory, считающийся поклонниками и критиками одним из самых удачных релизов группы.

## Биография
Джордан родился 4 ноября 1956 года в еврейской семье (фамилия при рождении записывалась с одним с: Рудес). Будучи в начальных классах школы, Рудесс хорошо аккомпанировал своим сверстникам на фортепиано в учебном классе, чем привлёк внимание преподавателя, который впоследствии посоветовал родителям Джордана нанять ему учителя по фортепиано. Спустя год занятий, в возрасте 9 лет он поступил в престижную музыкальную школу Juilliard по классу фортепиано. Во время своего обучения Рудесс появлялся в рекламе пластыря Band Aid, исполнив часть композиции Шуберта и выполнив в конце нисходящее глиссандо пальцем, обмотанным пластырем.
Наибольшее влияние на формирование Рудесса как рок-клавишника оказали Джон Лорд, которого он услышал в составе Deep Purple в передачах Алисон Стил (The Nightbird) на радиоканале WFMU, и Кит Эмерсон в составе Emerson, Lake & Palmer. Первым синтезатором Рудесса был MiniMoog. Вопреки советам родителей и преподавателей, после одного года в колледже Juilliard он оставил классическое фортепиано и стал пробовать себя в сольной карьере клавишника, играющего в стиле прогрессив-рок. Первым выступлением Рудесса после ухода из колледжа Juilliard была импровизационная сессия на радио колледжа. В то время Джордан начал играть в кавер-группе «Apricot Brandy», в репертуар которой входили композиции в стиле прогрессив-рок. Первым значительным проектом был альбом «Speedway Blvd.», который Рудесс охарактеризовал как «рок с элементами прогрессив-рока».
На протяжении восьмидесятых Рудесс успел поучаствовать во многих проектах, включая тур с Яном Хаммером по США, сотрудничество с Дэвидом Боуи, участие в группе Paul Winter Consort, альбом с Винни Муром и даже сотрудничество с компанией Korg. Спустя некоторое время Джордан привлёк международное внимание в 1994 году, когда был признан «Лучшим новым талантом» читателями журнала Keyboard Magazine за свой сольный альбом Listen («Слушайте»). Две группы обратили на Рудесса своё внимание — The Dixie Dregs и Dream Theater (от которых в то время ушёл Кевин Мур) — и обе приглашали его в свой состав. Сперва он отыграл один из концертов с Dream Theater в поддержку альбома Awake, но несмотря на то, что концерт прошёл удачно, выбрал The Dixie Dregs, так как там ему отводилась роль сессионного музыканта и он мог больше времени проводить со своей молодой семьёй. За время участия в The Dixie Dregs, Рудесс подружился с барабанщиком Родом Моргенстином. В музыкальном плане их союз открылся случайно: однажды во время выступления отключились все инструменты, кроме клавиш Рудесса, и он импровизировал вместе с Родом до тех пор, пока подача энергии не была восстановлена. Продуктивность совместной работы Рудесса и Моргенстина была столь высокой, что они решили создать общий проект под названием Rudess/Morgenstein Project. В таком составе они выпустили студийный и концертный альбомы.
В 1997 году Майк Портной (Dream Theater) был приглашён лейблом Magna Carta Records для создания нового музыкального проекта. В супергруппу были также приглашены Джон Петруччи из Dream Theater, Тони Левин из King Crimson и Джордан Рудесс. Во время записей двух альбомов Liquid Tension Experiment (такое название получила супергруппа) стало очевидно, что Рудесс именно тот музыкант, который был так необходим Dream Theater, внутри которой наблюдался затянувшийся кризис. В одном из интервью Майк Портной сказал: «Джордан просто снёс нам крышу своим мастерством». После записи второго альбома Liquid Tension Experiment Рудесс снова был приглашён в Dream Theater и принял предложение, после чего тогдашний клавишник Дерек Шеринян вынужден был уйти из группы и заняться сольной карьерой.
С приходом Рудесса Dream Theater пережила второе рождение: с его участием были записаны одни из лучших во всём творчестве Dream Theater альбомы, такие как Metropolis Pt. 2: Scenes from a Memory (1999), Six Degrees of Inner Turbulence (2002).
Музыка, которую создаёт Джордан, отличается высокой техничностью исполнения; наиболее ярко его талант проявлен в разноплановых сольных альбомах, стиль которых варьируется от джаза и фьюжна до прогрессивного рока и спокойных фортепианных композиций.

## Музыкальные вкусы
Джордан Рудесс известен разнообразием своих музыкальных вкусов. Так, ещё во время обучения в школе Juilliard он успел полюбить The Beatles, а позже — Emerson, Lake & Palmer, группу, которая открыла для Рудесса новое направление в музыке и во многом способствовала выбору профессии рок-клавишника. Изначальное увлечение прогрессив-роком привело Рудесса к таким группам, как Gentle Giant, Yes, Genesis, Pink Floyd и King Crimson, которые он указывает в числе своих любимых групп.
Несмотря на то, что Джордан известен больше как рок-клавишник, он имеет ряд работ в стиле нью-эйдж, которые в большинстве своём представляют собой продолжительные фортепианные композиции, а иногда — композиции, сделанные на основе синтезаторов. В таких работах часто заметно влияние классического образования в виде сложных как в плане восприятия, так и в плане исполнения, проигрышей. Более приближенные к стилю эмбиент композиции были в совместных работах с Ричардом Лейнхартом, а также в концертных работах — например, вступление на фестивале Moogfest. В качестве своих любимых электронных музыкантов Рудесс называет таких исполнителей, как Autechre и Aphex Twin. Также в одном из интервью Рудесс крайне положительно отозвался о первом клавишнике Dream Theater — Кевине Муре.

## Оборудование
В то время как большинство клавишников выступают с большим количеством синтезаторов на сцене, Рудесс долгое время применял все возможности, имеющиеся в синтезаторе Kurzweil K2600XS (до 1999 года — K2500XS). Рудесс использует семплы с других синтезаторов и рэковые синтезаторы, создаёт серии предустановок, каждая из которых сочетается с различными звуками, слоями и нотными диапазонами на клавиатуре; затем эти предустановки размещаются в порядке, необходимом для выступления. Рудесс управляет ими с помощью специальных педалей, которые можно видеть во время живых выступлений.
В 2005 году Kurzweil был заменён на Korg OASYS в связи с некоторыми преимуществами последнего. Korg OASYS мог предоставить больше памяти, чем имелось в Kurzweil K2600XS и двух рэковых модулях Kurzweil K2600R, которыми раньше пользовался Рудесс. Так же Kurzweil с полифонией в 48 тонов уступал Korg, который имел 189 тонов на главный движок, около 80 на виртуальный Al-1 модуль и полную полифонию на виртуальный орган в OASYS.
Кроме рабочей станции, Рудесс использует как в студии, так и на сцене другие инструменты, среди которых можно выделить модульный аналоговый синтезатор Synthesizers.com (на сцене использовался только в туре Octavarium), слайд-гитару и контроллеры Haken Continuum и кейтар Zen Riffer. Два последних инструмента заняли особое место в выступлениях Dream Theater, так как Рудесс использовал их как для игры совместно с другими участниками группы, так и для соло. Кейтар также используется на сцене в момент клавишных соло и даёт возможность исполнителю перемещаться на сцене.
Начиная с тура в поддержку альбома Systematic Chaos стойка пополнилась двумя новыми инструментами — рэковой версией синтезатора Korg Radias и «реинкарнацией» меллотрона под названием «Memotron». В туре Systematic Chaos Рудесс использовал контроллер Korg Kaoss Pad для создания атмосферных вступлений, а в туре Black Clouds & Silver Linings список инструментов пополнился такой экзотикой, как iPhone со звукогенерирующим программным обеспечением Bebot и Hexatone Pro.
Поскольку Рудесс выступает не только с Dream Theater, но и в рамках сольных проектов, сценическое оборудование пополняется Korg Triton Extreme, Minimoog Voyager и фортепиано производства фирмы Steinway & Sons. В туре группы Liquid Tension Experiment 2008 года Рудесс использовал синтезатор Roland Fantom G8, который, однако, вышел из строя прямо во время выступления.
Рудесс зарекомендовал себя не только как хороший клавишник, но и как хороший гитарист. При записи альбома Feeding the Wheel и выступления с Liquid Tension Experiment Джордан играл на шестиструнной электрогитаре MusicMan модели Джона Петруччи.
Начиная с тура в поддержку альбома Train of Thought незаменимым помощником Рудесса на сцене в выступлениях с Dream Theater стало устройство Freehand Systems «Music Pad Pro», заменяющее пюпитр с нотами и делающее пролистывание нот более удобным (на видео с тура в поддержку альбома Six Degrees of Inner Turbulence можно было заметить листы с нотами, лежащие на синтезаторе).
С 2011 года Джордан использует инструмент Korg Kronos, звучание которого присутствует в альбоме Dream Theater A Dramatic Turn Of Events. Также в студии и на живых выступлениях используются музыкальные приложения на Apple iPad - MorphWiz, SimpleWiz и другие, созданные при участии самого Рудесса.
Ниже приведён обобщенный список студийной и концертной аппаратуры:
| Студийная аппаратура | Концертная аппаратура |
| - Korg Triton Extreme 88 - Kurzweil K2600XS - Kurzweil K2000VP - Kurzweil PC2 Rack - Roland Fantom X 8 - Roland V-Synth XT - Roland VP-550 - Roland SH-201 - Minimoog Voyager - Minimoog Little Phatty/Little Phatty Tribute Edition - MoogerFoogers Stuff - Dave Smith Instruments Evolver Keyboard - Music Man John Petrucci 6 string guitars - PRS 6-струнная гитара - Виртуальные инструменты: - MOTU - Spectrasonics - Native Instruments | - Korg KRONOS 88 (с Dream Theater, с 2011 года) - Korg OASYS 88 (с Dream Theater, 2007-2010 гг.) - Roland Fantom G8 (c Liquid Tension Experiment, 2008 год) - Freehand Systems Music Pad Pro - Korg Radias Rack - Korg Triton Rack (до 2005) - Kurzweil K2600 Rack - Kurzweil K2600XS (до 2005) - Korg KARMA (до 2005) - Haken Audio Continuum Fingerboard - «Industrial Guitar» Lap Steels Guitar - Zen Riffer Keytar ZR2 - Muse Research Receptor - Roland V-Synth XT Rack module - Модульный синтезатор Synthesizers.com - Mackie 1604VLZ Pro Mixer - Источник бесперебойного питания APS - Жесткие диски Glyph и Iomega (до 2005) |

## Дискография

### Сольные альбомы
- Arrival (аудиокассета) (1988)
- Listen (CD) (1993)
- Secrets of the Muse (CD) (1997)
- Rudess Morgenstein Project (1997, Джордан Рудесс и Род Моргенстайн)
- Resonance (CD) (1999)
- An Evening with John Petrucci and Jordan Rudess (CD) (2000, Джордан Рудесс и Джон Петруччи)
- Feeding the Wheel (CD) (2001)
- 4NYC (CD) (2002)
- Christmas Sky (CD) (2002)
- Rhythm of Time (CD) (2004)
- Prime Cuts (CD) (2006, компиляция)
- Unplugged (CD) (2006)
- The Road Home (2007)
- Notes on a Dream (2009)
- All That Is Now (2013)
- Explorations (2014)
- The Unforgotten Path (2015)
- InterSonic (2017, Джордан Рудесс и Стив Горелик)
- Wired for Madness (2019)
- Permission To Fly (2024)

### С Dream Theater
- Metropolis Pt. 2: Scenes from a Memory (1999)
- Six Degrees of Inner Turbulence (2002)
- Train of Thought (2003)
- Live at Budokan (2004)
- Octavarium (2005)
- Score (2006)
- Systematic Chaos (2007)
- Chaos in Motion (2008)
- Black Clouds & Silver Linings (2009)
- A Dramatic Turn of Events (2011)
- Dream Theater (2013)
- Live At Luna Park (2013)
- Breaking the Fourth Wall (2014)
- The Astonishing (2016)
- Distance over Time (2019)
- Distant Memories – Live in London (2020)
- A View from the Top of the World (2021)
- Parasomnia (2025)

### С Liquid Tension Experiment
- Liquid Tension Experiment (1998)
- Liquid Tension Experiment 2 (1999)
- Testing For Tension (Live bootleg) (1999)
- Spontaneous Combustion (как Liquid Trio Experiment) (2007)
- When The Keyboard Breaks: Live in Chicago (как Liquid Trio Experiment 2) (2009)
- Liquid Tension Experiment Live 2008 Limited Edition Box Set (2009)
- Liquid Tension Experiment 3 (2021)

### с Levin Minnemann Rudess
- Levin Minnemann Rudess (2013)
- From the Law Offices of Levin Minnemann Rudess (2016)

### Гостевое участие
- Vinnie Moore – Time Odyssey (1988)
- Tom Coster – Did Jah Miss Me? (1989)
- Annie Haslam – Blessing in Disguise (1994)
- Nóirín Ní Riain – Celtic Soul (1996)
- Kip Winger – This Conversation Seems Like a Dream (1997)
- Rhonda Larson – Free as a Bird (1999)
- Jupiter – Jupiter Project (1999)
- Paul Winter and The Earth Band – Journey with the Sun (2000)
- Scott McGill – Addition by Subtraction (2001)
- Prefab Sprout – The Gunman and Other Stories (2001)
- David Bowie – Heathen (2002)
- Jupiter – Echo and Art (2003)
- Нил Морс – ? (2005)
- Daniel J – Losing Time (2005)
- Neil Zaza – When Gravity Fails (2006)
- Behold... The Arctopus – Skullgrid (2007)
- K3 – Under a Spell (2007)
- Ricky Garcia – Let Sleeping Dogs Lie (2008)
- Steven Wilson – Insurgentes (2008–2009)
- Michel Lazaro – Vision (2010)
- Steven Wilson – Grace for Drowning (2011)
- Len & Vani Greene – Luminosity (2011)
- Affector – Harmagedon (2012)
- Sylencer – A Lethal Dose of Truth (2012)
- LALU – Atomic Ark (2013)
- Ayreon – The Theory of Everything (2013)

## Видеография
- Live Scenes From NY (2001)
- Keyboard Wizardry (1999)
- Live At Budokan (2004)
- Keyboard Madness (2004)
- Score (2005)
- Romavarium (Fan Club DVD) (2005)
- MoogFest 2006